# Chhibrāmau
Chhibrāmau är en ort i Indien.   Den ligger i distriktet Kannauj och delstaten Uttar Pradesh, i den centrala delen av landet, 280 km sydost om huvudstaden New Delhi. Chhibrāmau ligger 151 meter över havet och antalet invånare är 57 071.
Terrängen runt Chhibrāmau är mycket platt. Runt Chhibrāmau är det tätbefolkat, med 819 invånare per kvadratkilometer. Chhibrāmau är det största samhället i trakten. Trakten runt Chhibrāmau består till största delen av jordbruksmark.